# Intercamp (Pfadfinder)

Logo des Intercamps

Das Intercamp ist ein internationales Pfadfinderlager, das in jährlichem Rhythmus in Mitteleuropa veranstaltet wird.

## Geschichte
1966 organisierte der „Rheindahlen District“, ein Teil der britischen Pfadfinder Westeuropas (BSWE) das „Rheindahlen District Scout Camp“ auf dem Flugfeld beim Wegberger Militärkrankenhaus in der Nähe des JHQ bei Mönchengladbach. Je eine Gruppe der Deutschen Pfadfinderschaft Sankt Georg (DPSG) und von Scouting Nederland (SN) waren eingeladen, an diesem Lager teilzunehmen. Aufgrund des großen Erfolges dieses Lagers wurden zahlreiche Freundschaften geschlossen.
Im folgenden Jahr kamen die Leiter der deutschen und der niederländischen Gruppe überein, ein regelmäßig stattfindendes internationales Lager zu organisieren. Das erste Intercamp fand Pfingsten 1967 in Wellerlooi in den Niederlanden statt. Nachdem es 1967 noch mit einem Herbstlager ein zweites Intercamp gegeben hatte, fand ab 1968 jährlich ein Intercamp statt. Von Anfang an wuchs die Idee eines internationalen Pfadfinderlagers, welches jedes Jahr über Pfingsten stattfindet und über die Jahre den heutigen Kultstatus des Intercamps entwickelte.

## Ablauf

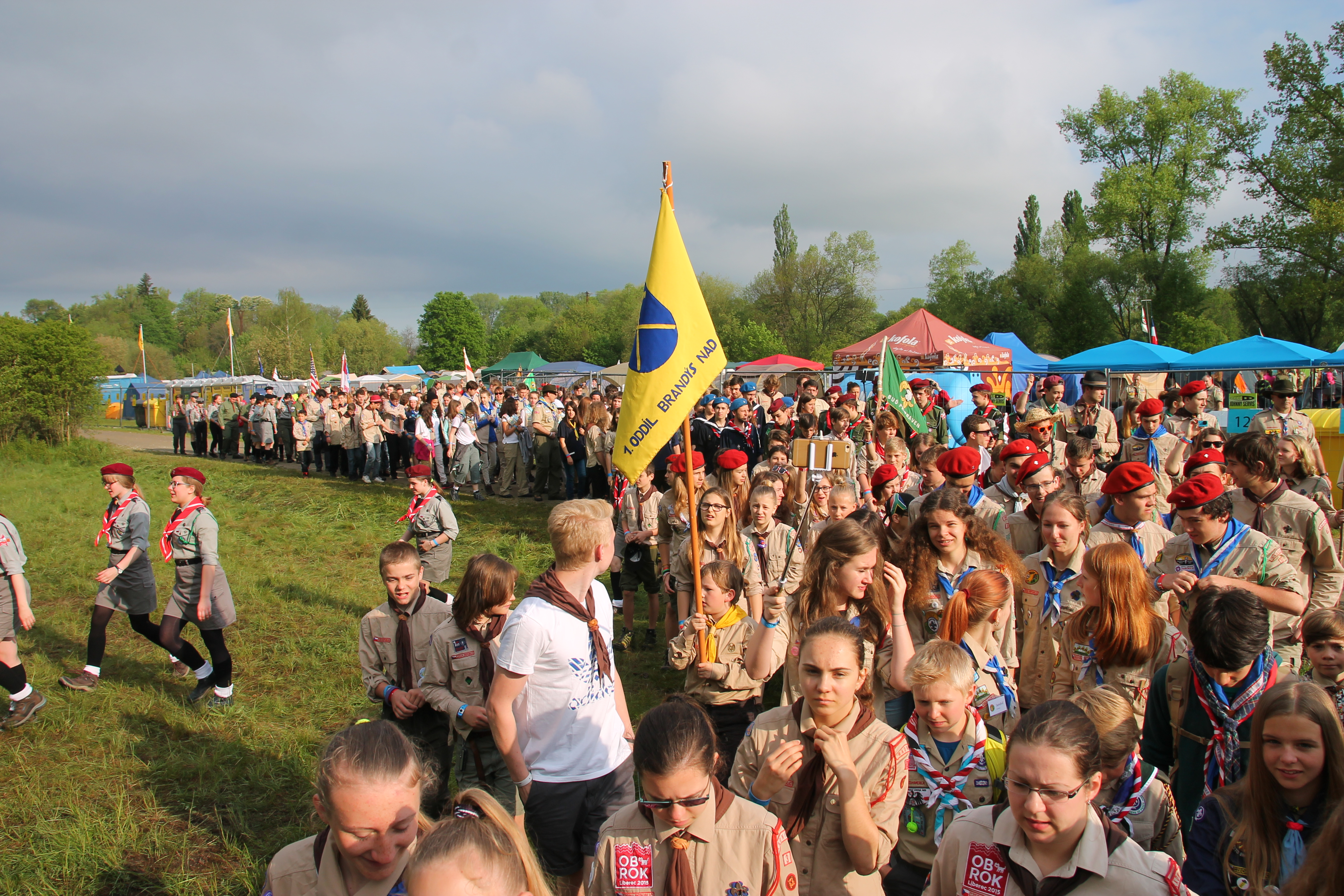
Teilnehmer, Intercamp 2016

Dieses jährliche internationale Pfadfinderlager ist üblicherweise auf ca. 2000 bis 3000 Teilnehmer beschränkt, die aus derzeit zehn teilnehmenden Nationen stammen:
- Belgien (FOS Open Scouting)
- Deutschland (Deutsche Pfadfinder*innenschaft Sankt Georg)
- Frankreich (Scouts et Guides de France)
- Kanada (Scouts Canada)
- Niederlande (Scouting Nederland)
- Polen (Związek Harcerstwa Polskiego)
- Schweiz (Pfadibewegung Schweiz)
- Tschechien (Junák)
- Vereinigte Staaten von Amerika (Boy Scouts of America-Transatlantic Council)
- Vereinigtes Königreich von Großbritannien und Nordirland (British Scouts Western Europe)

Diese oben genannten Verbände sind Mitglied des INTERCAMP Committees.
Weitere Gastgruppen kamen aus folgenden Ländern und Verbänden:
- Belgien (Scouts en Gidsen Vlaanderen)
- Deutschland (Verband Christlicher Pfadfinderinnen und Pfadfinder)
- Slowakei (Slovenský Skauting)

Intercamp findet jedes Jahr über Pfingsten von Freitags abends bis Montags statt. Jedes Jahr ist eine andere Nation verantwortlich, das Lager auszurichten und zu organisieren.
Alle Lager werden durch das Intercamp-Committee (in dem jede teilnehmende Nation vertreten ist) genehmigt, das dreimal im Jahr zusammentritt. Jede teilnehmende Pfadfinder-Organisation kann ein Intercamp organisieren und Gastgeber sein. Der Gastgeber stellt einen brauchbaren Platz mitsamt Infrastruktur zur Verfügung, sowie die Finanzierung des Lagers, Verpflegung für das Service-Team und organisiert ein passendes Pfadfinder-Programm, welches vom Intercamp-Committee bestätigt werden muss.
Jedes Intercamp soll Freundschaften zwischen Pfadfindern stiften – durch gemeinsame Aktivitäten, die herausfordern und Spaß machen.

## Liste der Intercamps

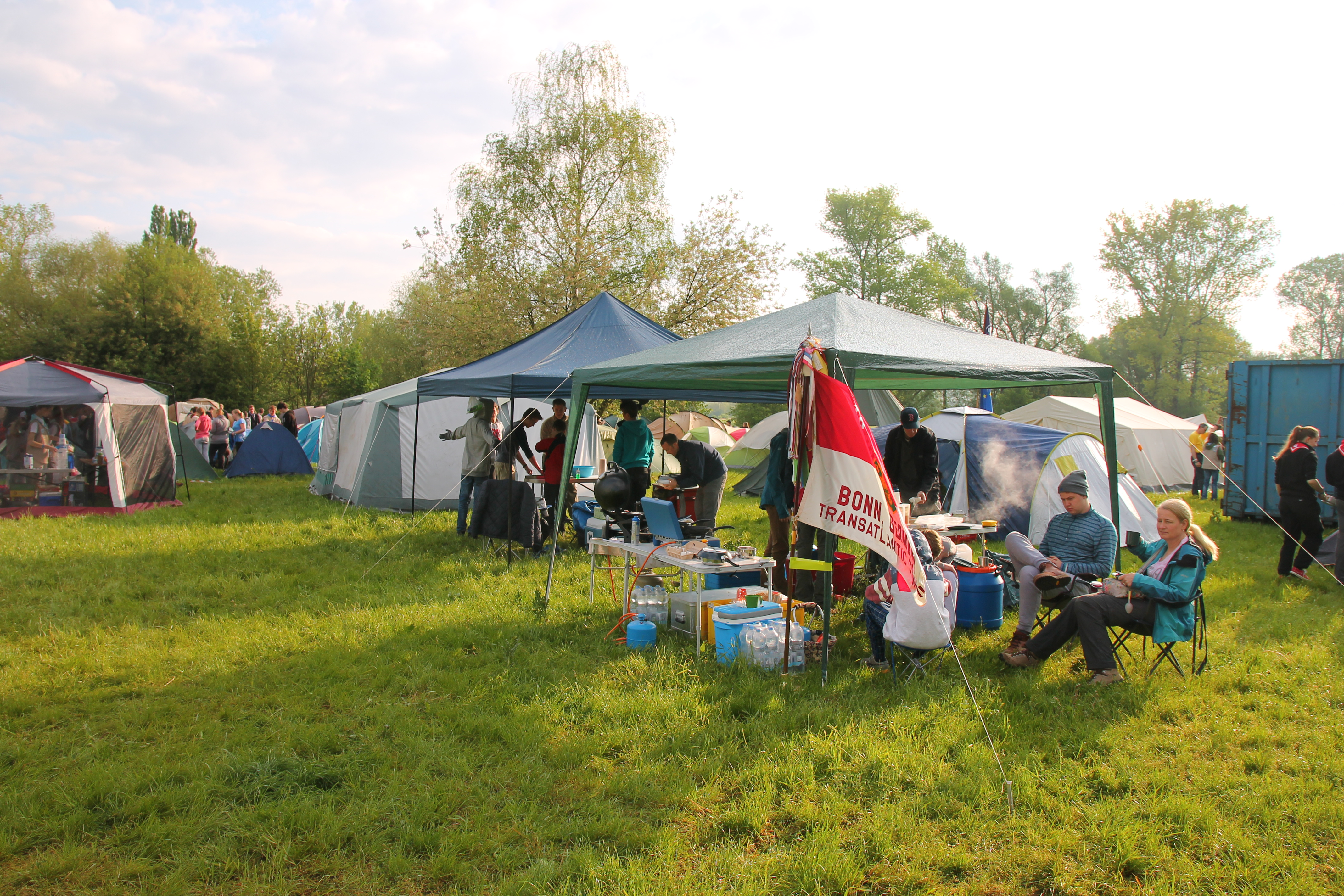
Zelte, Intercamp 2016

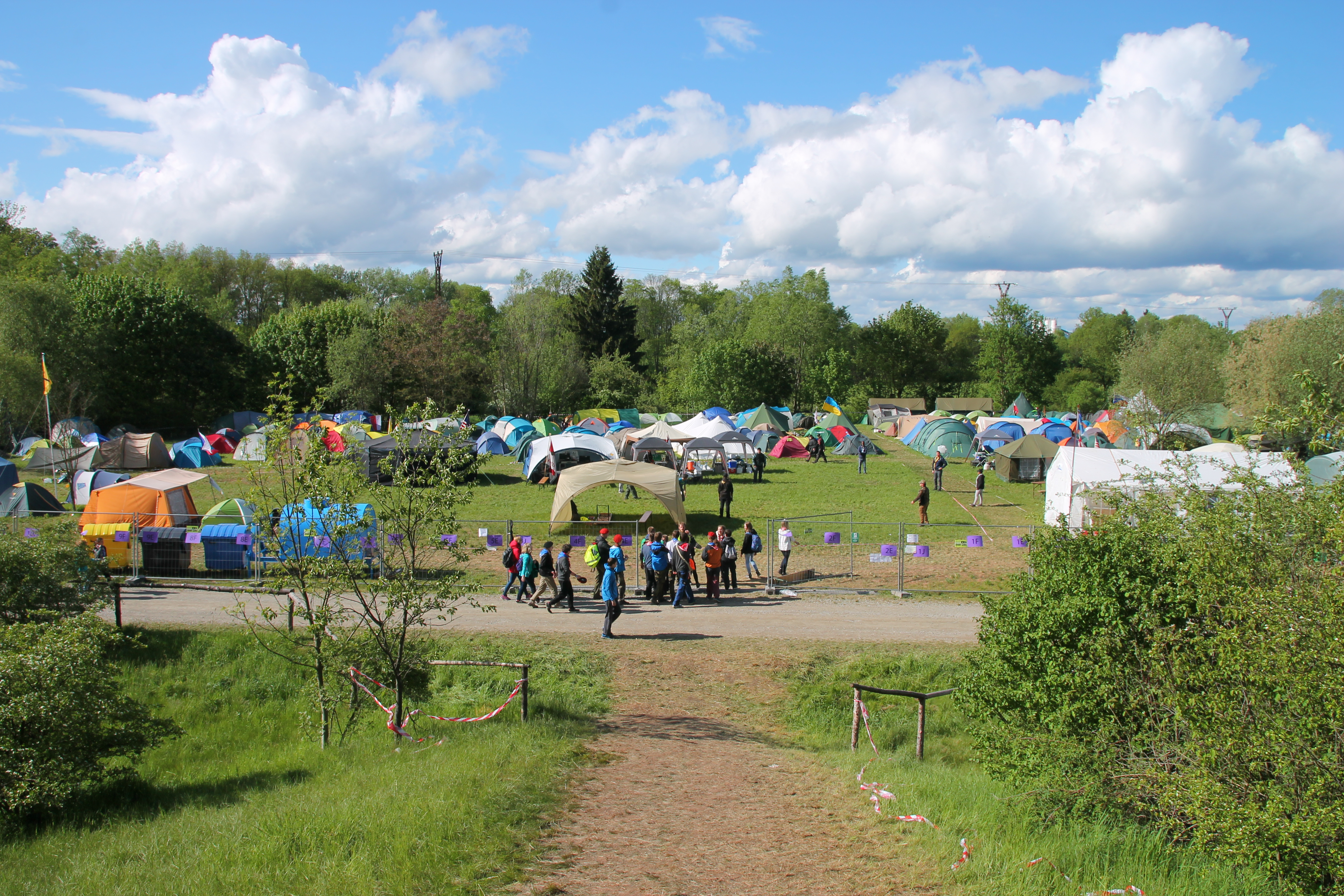
Ansicht des Lagers, Intercamp 2016

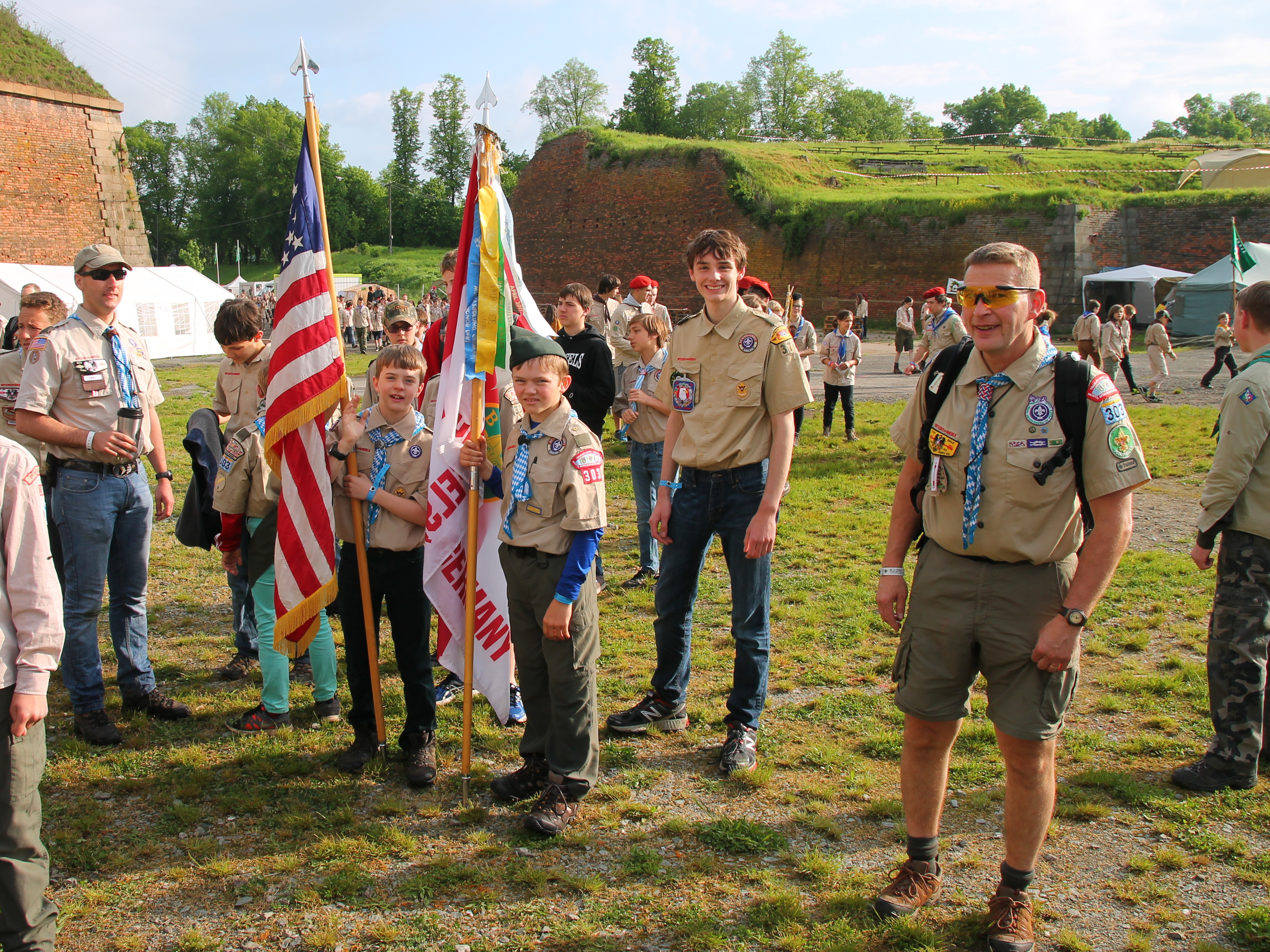
Amerikanische Pfadfinder, Intercamp 2016

| Jahr | Datum             | Ort                        | Land        | Organisator                            | Teilnehmer | Motto                                  | Bemerkungen                                                  |
| ---- | ----------------- | -------------------------- | ----------- | -------------------------------------- | ---------- | -------------------------------------- | ------------------------------------------------------------ |
| 1966 |                   | Wegberg                    | Deutschland | British Scouts Western Europe          | ?          | World Friendship Year                  | Rheindahlen District Scout Camp                              |
| 1967 | 12.-15.05.1967    | Bergen-Wellerlooi          | Niederlande | Scouting Nederland                     | 400        |                                        | Erstes Intercamp in 1967                                     |
| 1967 | Herbst 1967       | Westernohe                 | Deutschland | DPSG                                   | ?          |                                        | Zweites Intercamp in 1967                                    |
| 1968 | 31.05.-03.06.1968 | Mayen                      | Deutschland | DPSG                                   | 450        |                                        |                                                              |
| 1969 | 23.-26.05.1969    | Mönchengladbach            | Deutschland | British Scouts Western Europe          | 500        |                                        |                                                              |
| 1970 | 15.-18.05.1970    | Bergen-Wellerlooi          | Niederlande | Scouting Nederland                     | 600        |                                        |                                                              |
| 1971 | 28.-31.05.1971    | Selfkant-Süsterseel        | Deutschland | DPSG                                   | 650        |                                        |                                                              |
| 1972 | 19.-22.05.1972    | Westernohe                 | Deutschland | Scouts Canada                          | 650        |                                        |                                                              |
| 1973 | 08.-11.06.1973    | Baumholder                 | Deutschland | Scouting America Transatlantic Council | 600        |                                        |                                                              |
| 1974 | 31.05.-03.06.1974 | Sennelager                 | Deutschland | British Scouts Western Europe          | 650        |                                        |                                                              |
| 1975 | 16.-19.05.1975    | De Kluis / Löwen           | Belgien     | FOS Open Scouting                      | 650        |                                        |                                                              |
| 1976 | 04.-07.06.1976    | Brexbachtal                | Deutschland | DPSG                                   | 700        |                                        |                                                              |
| 1977 | 27.-30.05.1977    | Hameln                     | Deutschland | British Scouts Western Europe          | 650        |                                        |                                                              |
| 1978 | 12.-15.05.1978    | Westernohe                 | Deutschland | Scouts Canada                          | 650        |                                        |                                                              |
| 1979 | 01.-04.06.1979    | Brexbachtal                | Deutschland | Scouting America Transatlantic Council | 700        |                                        |                                                              |
| 1980 | 23.-26.05.1980    | Wahner Heide               | Deutschland | FOS Open Scouting                      | 700        |                                        |                                                              |
| 1981 | 05.-08.06.1981    | Bergen-Wellerlooi          | Niederlande | Scouting Nederland                     | 1150       |                                        |                                                              |
| 1982 | 28.-31.05.1982    | Bernkastel-Kues            | Deutschland | DPSG                                   | 1250       |                                        |                                                              |
| 1983 | 20.-23.05.1983    | Arsbeck                    | Deutschland | British Scouts Western Europe          | 1200       |                                        |                                                              |
| 1984 | 08.-11.06.1984    | Lahr/Schwarzwald           | Deutschland | Scouts Canada                          | 1100       |                                        |                                                              |
| 1985 | 24.-27.05.1985    | Heidelberg                 | Deutschland | Scouting America Transatlantic Council | 1200       |                                        |                                                              |
| 1986 | 16.-19.05.1986    | Heumen-Overasselt          | Niederlande | Scouting Nederland                     | ?          |                                        |                                                              |
| 1987 | 05.-08.06.1987    | Krefeld                    | Deutschland | DPSG                                   | 1200       |                                        | 20 Jahre Jubiläum                                            |
| 1988 | 20.-23.05.1988    | Sennelager                 | Deutschland | British Scouts Western Europe          | 1200       |                                        |                                                              |
| 1989 | 12.-15.05.1989    | Stollhofen                 | Deutschland | Scouts Canada                          | 1150       |                                        |                                                              |
| 1990 | 01.-04.06.1990    | De Kluis / Löwen           | Belgien     | FOS Open Scouting                      | 1250       |                                        |                                                              |
| 1991 | 17.-20.05.1991    | Heidelberg                 | Deutschland | Scouting America Transatlantic Council | 1200       | Rendevous                              |                                                              |
| 1992 | 05.-08.06.1992    | Westernohe                 | Deutschland | Intercamp Commitee                     | 1350       |                                        | 25 year anniversary                                          |
| 1993 | 28.-31.05.1993    | Bernkastel-Kues            | Deutschland | Intercamp Commitee                     | 1450       |                                        |                                                              |
| 1994 | 20.-23.05.1994    | Sycherák bei Bor u Tachova | Tschechien  | Junák – český skaut                    | 1800       |                                        |                                                              |
| 1995 | 02.-05.06.1995    | Uerdingen                  | Deutschland | Intercamp Commitee                     | 2000       |                                        |                                                              |
| 1996 | 24.-27.05.1996    | Grobbendonk                | Belgien     | FOS Open Scouting                      | 3250       |                                        |                                                              |
| 1997 | 16.-19.05.1997    | Sittard                    | Niederlande | Scouting Nederland                     | 1800       |                                        |                                                              |
| 1998 | 29.-01.06.1998    | Bad Kreuznach              | Deutschland | Scouting America Transatlantic Council | 3000       |                                        |                                                              |
| 1999 | 21.-24.05.1999    | Sennelager                 | Deutschland | British Scouts Western Europe          | 1800       |                                        |                                                              |
| 2000 | 09.-12.06.2000    | Elfrather See              | Deutschland | Intercamp Commitee                     | 3000       |                                        |                                                              |
| 2001 | 01.-04.06.2001    | Straßburg                  | Frankreich  | Scouts et Guides de France             | 2400       |                                        |                                                              |
| 2002 | 17.-20.05.2002    | Gangelt                    | Deutschland | Scouts Canada                          | 1500       | Voyageur                               |                                                              |
| 2003 | 06.-09.06.2003    | Mechelen                   | Belgien     | FOS Open Scouting                      | 2269       |                                        |                                                              |
| 2004 | 28.-31.05.2004    | Sycherák bei Bor u Tachova | Tschechien  | Junák – český skaut                    | 1500       |                                        |                                                              |
| 2005 | 13.-16.05.2005    | Maastricht                 | Niederlande | Scouting Nederland                     | 3000       | Top of the hill                        |                                                              |
| 2006 | 02.-05.06.2006    | Vilseck                    | Deutschland | Scouting America Transatlantic Council | 2300       | Frontiers of Scouting - Back to Basics |                                                              |
| 2007 | 25.-28.05.2007    | Gundershoffen              | Frankreich  | Scouts et Guides de France             | 2400       |                                        | 40 Jahre Jubiläum - 100 year anniversary Scouting            |
| 2008 | 09.-12.05.2008    | Bernkastel-Kues            | Deutschland | Intercamp Commitee                     | 2500       |                                        |                                                              |
| 2009 | 29.05.-01.06.2009 | Wellerlooi                 | Niederlande | Scouting Nederland                     | 3000       | Scouting, do it!                       |                                                              |
| 2010 | 21.-24.05.2010    | Viersen                    | Deutschland | DPSG                                   | 2800       | friendship                             |                                                              |
| 2011 | 10.-13.06.2011    | Boom                       | Belgien     | FOS Open Scouting                      | 2647       |                                        |                                                              |
| 2012 | 25.-28.05.2012    | Vilseck                    | Deutschland | Scouting America Transatlantic Council | 2500       | A Rendezvous with the American West    |                                                              |
| 2013 | 17.-20.05.2013    | Cadier en Keer             | Niederlande | Scouting Nederland                     | 3000       |                                        |                                                              |
| 2014 | 06.-09.06.2014    | Bad Lippspringe            | Deutschland | British Scouts Western Europe          | 3000       | Best of Britain                        |                                                              |
| 2015 | 22.-25.05.2015    | Nysa                       | Polen       | ZHP                                    | 2585       | such an honour                         |                                                              |
| 2016 | 13.-16.05.2016    | Josefov (Jaroměř)          | Tschechien  | Junák – český skaut                    | 3150       | be a hero                              |                                                              |
| 2017 | 02.-05.06.2017    | Warendorf                  | Deutschland | DPSG                                   | 3420       | Back to the Future                     | 50 Jahre Jubiläum                                            |
| 2018 | 18.-21.05.2018    | Sint-Truiden               | Belgien     | FOS Open Scouting                      | 3600       | IT IS A CHANGE REACTION                |                                                              |
| 2019 | 07.-10.06.2019    | De Steeg                   | Niederlande | Scouting Nederland                     | 4500       | be a part of nature                    |                                                              |
| 2020 | -                 | Birchington                | England     | British Scouts Western Europe          | --         |                                        | Abgesagt wegen CoVid19, verschoben auf 2021                  |
| 2021 | -                 | Birchington                | England     | British Scouts Western Europe          | --         |                                        | Verschiebedatum von 2020, abermals abgesagt wegen CoVid19    |
| 2022 | 03.-06.06.2022    | Ungersheim                 | Frankreich  |                                        | 2200       | a voyage through time                  |                                                              |
| 2023 | 26.-29.05.2023    | Vogelsang IP               | Deutschland | DPSG                                   | 2900       | peace - just a few steps away!         |                                                              |
| 2024 | 17.-20.05.2024    | Świeradów-Zdrój            | Polen       | ZHP                                    | 3150       | Stars above us                         |                                                              |
| 2025 | 06.-09.06.2025    | Baumholder                 | Deutschland | Scouting America Transatlantic Council | 2500       | A Flight Through Time                  | Changes – 75 Years of Scouting America Transatlantic Council |
| 2026 | 22.-25.05.2026    | to be announced            | Tschechien  | Junák – český skaut                    |            |                                        |                                                              |
| 2027 | 14.-17.05.2027    | to be announced            | Belgium     | FOS Open Scouting                      |            |                                        |                                                              |